# Gabriel Axel
Gabriel Axel (Aarhus, 18 aprile 1918 – Gladsaxe, 9 febbraio 2014) è stato un regista danese.

## Biografia
Figlio di un industriale benestante, trascorse molti anni dell'adolescenza in Francia, ma nel 1935, a causa di un tracollo finanziario della ditta di famiglia, tornò definitivamente in Danimarca. Nel 1942 venne ammesso al Teatro Reale Danese dove studiò drammaturgia e dal 1945 fu di nuovo in Francia dove ebbe occasione di continuare a studiare e recitare sotto la guida di Louis Jouvet.
Nel 1950, rientrato in Danimarca, iniziò subito la sua carriera di regista teatrale proponendo soprattutto testi di autori francesi che ben conosceva come Pierre Corneille, Jean Giraudoux o Marcel Aymé. Venne anche chiamato dalla DR, la televisione di stato, dove proporrà in meno di 20 anni un buon numero di spettacoli teatrali e drammi. Grazie alla Nordisk Film poté finalmente debuttare come regista cinematografico nel 1955 con Altid ballade incentrata su una famiglia della classe operaia, e per circa una ventina di anni si dividerà come regista e come attore per altri registi.
Dopo i primi lavori, prevalentemente commedie leggere, diresse Den røde kappe, basato su un'antica saga, che venne presentato al Festival di Cannes 1967 dove fu premiato con la "Mention spéciale du grand prix technique". 
I film girati a cavallo degli anni Sessanta e Settanta affrontarono il tema della sessualità, compreso il film documentario Det kære legetøj che proponeva il tema della legalizzazione della pornografia. 
Dal 1977 visse stabilmente in Francia dove realizzò diversi progetti per la televisione, compresa la serie in 5 puntate Les Colonnes du ciel tratta dai romanzi di Bernard Clavel.
Nel 1987, dopo circa una quindicina di anni, tornò in Danimarca per realizzare un suo sogno, la versione cinematografica di un racconto della connazionale Karen Blixen: Il pranzo di Babette, considerato il suo capolavoro, gli procurò una notorietà internazionale dopo la proiezione al Festival di Cannes 1987, facendogli ottenere numerosi premi e arrivando ad essere premiato con l'Oscar come miglior pellicola straniera nel 1988.
I film successivi, compreso Prince of Jutland una nuova versione dell'Amleto basata non sul testo shakespiriano ma sulla cronaca raccontata nel Gesta Danorum con un cast di grandi attori inglesi, non ottennero la stessa risonanza internazionale. 
Axel morì nel sonno nel 2014 all'età di 95 anni.

## Filmografia parziale
- Dollari dal cielo (Guld og grönne skove) (1958)
- Den røde kappe (1967)
- Che me lo dai un passaggio? (Junge Mädchen lieben heiss) (1971)
- Diversi modi di essere donna (Rêves érotiques/Erotische Dromen) (1977)
- Il gallo di campagna (Le coq de Bruyère) (1980) film tv
- Il curato (Le curé de Tours) (1980) film tv
- Il pranzo di Babette (Babettes gæstebud) (1987)
- Christian (1989)
- Prince of Jutland (1994)
- Leila (2001)